# Jakob Hermann
Jakob Hermann (Basileia, 16 de julho de 1678 — Basileia, 11 de julho de 1733) foi um matemático suíço.
Trabalhou com problemas da mecânica clássica.